# 뉴스파워
뉴스파워는 대한민국의 기독교계 인터넷종합신문으로 2003년 3월 27일 창간되었다. 한국 기독교에서 세번째로 창간한 인터넷신문이다.
'뉴스의 힘(영향력)으로 아름다운 세상을 만드는 인터넷종합신문'이라는 모토를 내걸고 있다. 가장 빠른 뉴스, 정확한 관점, 깊이 있는 분석으로 '한국 교회의 나침반' 역할을 하고 있다. 
특히 오피니언 리더들이 가장 즐겨찾는 매체이며, 일간지와 방송사들이 국내외 기독교 주요 이슈에 대한 취재와 정보를 얻는 곳이기도 하다. 
뉴스파워는 "기자 사관학교"라고 불린다. 뉴스파워에서 기자생활을 시작한 기자들이 국민일보 기독신문, 기독교연합신문,침례신문, 복음과상황, 한국성결신문, CBS 등에서 활동하면서 교계 여론을 선도하고 있다. 
CBS, CGN TV, C채널, 전남도민일보, 제주기독신문, 침례신문을 비롯한 국내 기독교 언론과 유럽크리스찬신문, 마이애미 재외동포신문, 뉴욕 아멘넷,뉴욕 복음뉴스, LA 크리스챤투데이, LA크리스천헤럴드, 미주복음빙송, 호주 크리스천 리뷰,  미주크리스천헤럴드, 미주복음방송 등 해외 언론들과 제휴를 맺고 기사를 제공하고 있다. 